# Emiliano Bigica
Emiliano Francesco Bigica (Bari, 4 settembre 1973) è un allenatore di calcio ed ex calciatore italiano, di ruolo centrocampista, tecnico della squadra Primavera del Sassuolo.

## Carriera

### Giocatore
Cresce calcisticamente nel settore giovanile del Bari.
Nel 1993, dopo due stagioni in Serie C1 con Empoli e Potenza, ritorna a Bari: il tecnico Giuseppe Materazzi gli consegna la fascia da capitano.
Conquistata la Serie A con la squadra della sua città, rimane un'altra stagione per poi trasferirsi alla Fiorentina nell'estate del 1995 per 6 miliardi di lire, dove rimane per quattro stagioni vincendo una Coppa Italia e una Supercoppa italiana.
Ha giocato anche con Napoli, Salernitana, Mantova, Nocerina e Novara, dopodiché, al termine della stagione 2006-2007, si è ritirato dall'attività agonistica.
È stato anche capitano della Nazionale Under-21 di Cesare Maldini, con la quale ha vinto un titolo Europeo nel 1994.

### Allenatore

#### Gli inizi
Nella stagione 2008-2009 ha allenato gli Allievi Nazionali del Novara per il secondo anno consecutivo.
Il 7 luglio 2009 è stato ufficializzato il suo tesseramento come allenatore del Vigevano in Serie D.
Il 18 giugno 2011 è diventato ufficialmente il nuovo allenatore del Verbania, in Eccellenza Piemonte.
Il 22 giugno 2012 è diventato ufficialmente il nuovo allenatore dello Sporting Bellinzago, squadra di Eccellenza Piemontese. Il 29 aprile 2013 è stato esonerato dall'incarico dopo aver mancato il primo posto in campionato, guadagnando comunque l'accesso ai play off.
Dal 1º luglio 2013 diventa osservatore delle giovanili della nazionale italiana.

#### Empoli, Italia U-17 e Fiorentina
Dal 1º luglio 2014 diventa allenatore degli Allievi Nazionali dell'Empoli, con cui perde il 19 giugno 2015 la finale scudetto contro la Roma.
Il 4 agosto 2016 viene nominato allenatore della Nazionale italiana Under-17.
Il 18 luglio 2017, viene nominato allenatore della Primavera della Fiorentina; nella stagione 2017-2018, raggiunge con i giovani viola sia la finale del Torneo di Viareggio, sia la finale di campionato, entrambe perse contro l'Inter dopo i tempi regolamentari.
Il 12 aprile 2019, alla sua seconda stagione alla guida della squadra viola, conquista la Coppa Italia Primavera.

#### Sassuolo
Il 4 agosto 2020, Bigica viene ingaggiato come nuovo allenatore della Primavera del Sassuolo.
Il 25 febbraio 2024, viene nominato allenatore ad interim della prima squadra neroverde, in seguito all'esonero di Alessio Dionisi. Dopo aver guidato i neroverdi nella sconfitta casalinga per 6-1 contro il Napoli, valida per il recupero della 21ª giornata, il 1º marzo seguente torna ad allenare la formazione Primavera, in seguito all'arrivo di Davide Ballardini sulla panchina della prima squadra. Il 31 maggio seguente vince lo scudetto con la Primavera battendo in finale la Roma per 3-0. Il 20 agosto vince poi la Supercoppa contro la Fiorentina per 2-0.

## Statistiche

### Statistiche da allenatore

#### Club
Statistiche aggiornate al 1º marzo 2024. In grassetto le competizioni vinte.
| Stagione        | Squadra             | Campionato      | Campionato | Campionato | Campionato | Campionato | Coppe nazionali | Coppe nazionali | Coppe nazionali | Coppe nazionali | Coppe nazionali | Coppe continentali | Coppe continentali | Coppe continentali | Coppe continentali | Coppe continentali | Altre coppe | Altre coppe | Altre coppe | Altre coppe | Altre coppe | Totale | Totale | Totale | Totale | % Vittorie | Piazzamento              |
| Stagione        | Squadra             | Comp            | G          | V          | N          | P          | Comp            | G               | V               | N               | P               | Comp               | G                  | V                  | N                  | P                  | Comp        | G           | V           | N           | P           | G      | V      | N      | P      | %          | Piazzamento              |
| --------------- | ------------------- | --------------- | ---------- | ---------- | ---------- | ---------- | --------------- | --------------- | --------------- | --------------- | --------------- | ------------------ | ------------------ | ------------------ | ------------------ | ------------------ | ----------- | ----------- | ----------- | ----------- | ----------- | ------ | ------ | ------ | ------ | ---------- | ------------------------ |
| 2009-2010       | Vigevano            | D               | 34         | 10         | 9          | 15         | CI-D            | 2               | 0               | 2               | 0               | -                  | -                  | -                  | -                  | -                  | -           | -           | -           | -           | -           | 36     | 10     | 11     | 15     | 27,78      | 13º                      |
| 2010-2011       | Vigevano            | D               | 32         | 5          | 9          | 18         | CI-D            | 1               | 0               | 0               | 1               | -                  | -                  | -                  | -                  | -                  | -           | -           | -           | -           | -           | 33     | 5      | 9      | 19     | 15,15      | Sub., Eson., 18º (retr.) |
| Totale Vigevano | Totale Vigevano     | Totale Vigevano | 66         | 15         | 18         | 33         |                 | 3               | 0               | 2               | 1               |                    | -                  | -                  | -                  | -                  |             | -           | -           | -           | -           | 69     | 15     | 20     | 34     | 21,74      |                          |
| 2011-2012       | Verbania            | Ecc.            | 30         | 18         | 7          | 5          | CI-Ecc.+CI-Dil. | 7+6             | 5+3             | 2+1             | 0+2             | -                  | -                  | -                  | -                  | -                  | -           | -           | -           | -           | -           | 43     | 26     | 10     | 7      | 60,47      | 1º (prom.)               |
| 2012-2013       | Sporting Bellinzago | Ecc.            | 30         | 19         | 6          | 5          | CI-Ecc.         | 1               | 0               | 0               | 1               | -                  | -                  | -                  | -                  | -                  | -           | -           | -           | -           | -           | 31     | 19     | 6      | 6      | 61,29      | Eson.                    |
| feb. 2024       | Sassuolo            | A               | 1          | 0          | 0          | 1          | CI              | -               | -               | -               | -               | -                  | -                  | -                  | -                  | -                  | -           | -           | -           | -           | -           | 1      | 0      | 0      | 1      | &0,00      | Ad interim               |
| Totale carriera | Totale carriera     | Totale carriera | 127        | 52         | 31         | 44         |                 | 17              | 8               | 5               | 4               |                    | -                  | -                  | -                  | -                  |             | -           | -           | -           | -           | 144    | 60     | 36     | 48     | 41,67      |                          |

#### Nazionale
| Squadra     | Naz               | dal           | al             | Record | Record | Record | Record     | Record | Record | Record | Record |
| G           | V                 | N             | P              | GF     | GS     | DR     | % Vittorie |        |        |        |        |
| ----------- | ----------------- | ------------- | -------------- | ------ | ------ | ------ | ---------- | ------ | ------ | ------ | ------ |
| Italia U-17 | Italia (bandiera) | 4 agosto 2016 | 30 giugno 2017 | 18     | 7      | 3      | 8          | 21     | 21     | +0     | 38,89  |

## Palmarès

### Giocatore

#### Club
- Coppa Italia: 1

Fiorentina: 1995-1996
- Supercoppa italiana: 1

Fiorentina: 1996
- Campionato italiano Serie C2: 1

Mantova: 2003-2004 (girone A)

#### Nazionale
- Campionato d'Europa Under-21: 1

Francia 1994

### Allenatore

#### Competizioni giovanili
- Coppa Italia Primavera: 1

Fiorentina: 2018-2019
- Campionato Primavera: 1

Sassuolo: 2023-2024
- Supercoppa Primavera: 1

Sassuolo: 2024

#### Competizioni regionali
- Eccellenza: 1

Verbania: 2011-2012
- Coppa Italia Dilettanti Piemonte-Valle d'Aosta: 1

Verbania: 2011-2012